# Boksen op de Olympische Zomerspelen 1956
Boksen is een van de sporten die beoefend werden tijdens de Olympische Zomerspelen 1956 in Melbourne.

## Heren
Uitslagen per gewichtsklasse: 

### vlieggewicht (tot 51 kg)
| rang   | sporter            | land |
| ------ | ------------------ | ---- |
| Goud   | Terence Spinks     | GBR  |
| Zilver | Mircea Dobrescu    | ROU  |
| Brons  | John Caldwell      | IRL  |
| Brons  | René Libeer        | FRA  |
| 5      | Warner Batchelor   | AUS  |
| 5      | Ray Perez          | USA  |
| 5      | Vladimir Stolnikov | URS  |
| 5      | Kenji Yonekura     | JPN  |

### bantamgewicht (tot 54 kg)
| rang   | sporter            | land |
| ------ | ------------------ | ---- |
| Goud   | Wolfgang Behrendt  | EUA  |
| Zilver | Song Soon-chung    | KOR  |
| Brons  | Claudio Barrientos | CHI  |
| Brons  | Freddie Gilroy     | IRL  |
| 5      | Eder Jofre         | BRA  |
| 5      | Owen Reilly        | GBR  |
| 5      | Mario Sitri        | ITA  |
| 5      | Carmelo Tomaselli  | ARG  |

### vedergewicht (tot 57 kg)
| rang   | sporter            | land |
| ------ | ------------------ | ---- |
| Goud   | Vladimir Safronov  | URS  |
| Zilver | Thomas Nicholls    | GBR  |
| Brons  | Pentti Hämäläinen  | FIN  |
| Brons  | Henryk Niedźwiecki | POL  |
| 5      | Andre De Sousa     | FRA  |
| 5      | Tristan Falfán     | ARG  |
| 5      | Shinetsu Suzuki    | JPN  |
| 5      | Ján Zachara        | TCH  |

### lichtgewicht (tot 60 kg)
| rang   | sporter           | land |
| ------ | ----------------- | ---- |
| Goud   | Richard McTaggart | GBR  |
| Zilver | Harry Kurschat    | EUA  |
| Brons  | Tony Byrne        | IRL  |
| Brons  | Anatoly Lagetko   | URS  |
| 5      | Edward Beattie    | CAN  |
| 5      | Zygmunt Milewski  | POL  |
| 5      | Louis Molina      | USA  |
| 5      | André Vairolatto  | FRA  |

### halfweltergewicht (tot 63.5 kg)
| rang   | sporter               | land |
| ------ | --------------------- | ---- |
| Goud   | Vladimir Jengibarjan  | URS  |
| Zilver | Franco Nenci          | ITA  |
| Brons  | Constantin Dumitrescu | ROU  |
| Brons  | Henry Loubscher       | RSA  |
| 5      | Hwang Ei-kyung        | KOR  |
| 5      | Antonio Marcilla      | ARG  |
| 5      | Claude Saluden        | FRA  |
| 5      | Joseph Shaw           | USA  |

### weltergewicht (tot 67 kg)
| rang   | sporter            | land |
| ------ | ------------------ | ---- |
| Goud   | Nicolae Linca      | ROU  |
| Zilver | Fred Tiedt         | IRL  |
| Brons  | Nicholas Gargano   | GBR  |
| Brons  | Kevin Hogarth      | AUS  |
| 5      | Nicholas André     | RSA  |
| 5      | András Dori        | HUN  |
| 5      | Francisco Gelabert | ARG  |
| 5      | Pearce Allen Lane  | USA  |

### halfmiddengewicht (tot 71 kg)
| rang   | sporter                | land |
| ------ | ---------------------- | ---- |
| Goud   | László Papp            | HUN  |
| Zilver | José Torres            | USA  |
| Brons  | John McCormack         | GBR  |
| Brons  | Zbigniew Pietrzykowski | POL  |
| 5      | Ulrich Kienast         | EUA  |
| 5      | Boris Nikolov          | BUL  |
| 5      | Franco Scisciani       | ITA  |
| 5      | Alberto Saenz          | ARG  |

### middengewicht (tot 75 kg)
| rang   | sporter         | land |
| ------ | --------------- | ---- |
| Goud   | Gennadi Sjatkov | URS  |
| Zilver | Rámon Tapia     | CHI  |
| Brons  | Gilbert Chapron | FRA  |
| Brons  | Victor Zalazar  | ARG  |
| 5      | Giulio Rinaldi  | ITA  |
| 5      | Július Torma    | TCH  |
| 5      | Dieter Wemhöner | EUA  |
| 5      | Roger Rouse     | USA  |

### halfzwaargewicht (tot 81 kg)
| rang   | sporter               | land |
| ------ | --------------------- | ---- |
| Goud   | James Boyd            | USA  |
| Zilver | Gheorghe Negrea       | ROU  |
| Brons  | Carlos Lucas          | CHI  |
| Brons  | Romualdas Murauskas   | URS  |
| 5      | Rodolfo Díaz          | ARG  |
| 5      | Anthony Madigan       | AUS  |
| 5      | Ottavio Panunzi       | ITA  |
| 5      | Andrzej Wojciechowski | POL  |

### zwaargewicht (boven 81 kg)
| rang   | sporter          | land |
| ------ | ---------------- | ---- |
| Goud   | Pete Rademacher  | USA  |
| Zilver | Lev Moechin      | URS  |
| Brons  | Daniel Bekker    | RSA  |
| Brons  | Giacomo Bozzano  | ITA  |
| 5      | Thorner Ahsman   | SWE  |
| 5      | Ulrich Nitzschke | EUA  |
| 5      | Josef Němec      | TCH  |
| 5      | José Giorgetti   | ARG  |

## Medaillespiegel
| rang   | land               | goud | zilver | brons | totaal |
| ------ | ------------------ | ---- | ------ | ----- | ------ |
| 1      | Sovjet-Unie        | 3    | 1      | 2     | 6      |
| 2      | Groot-Brittannië   | 2    | 1      | 2     | 5      |
| 3      | Verenigde Staten   | 2    | 1      | 0     | 3      |
| 4      | Roemenië           | 1    | 2      | 1     | 4      |
| 5      | Duits eenheidsteam | 1    | 1      | 0     | 2      |
| 6      | Hongarije          | 1    | 0      | 0     | 1      |
| 7      | Ierland            | 0    | 1      | 3     | 4      |
| 8      | Chili              | 0    | 1      | 2     | 3      |
| 9      | Italië             | 0    | 1      | 1     | 2      |
| 10     | Zuid-Korea         | 0    | 1      | 0     | 1      |
| 11     | Frankrijk          | 0    | 0      | 2     | 2      |
| 11     | Polen              | 0    | 0      | 2     | 2      |
| 11     | Zuid-Afrika        | 0    | 0      | 2     | 2      |
| 14     | Argentinië         | 0    | 0      | 1     | 1      |
| 14     | Australië          | 0    | 0      | 1     | 1      |
| 14     | Finland            | 0    | 0      | 1     | 1      |
| totaal | totaal             | 10   | 10     | 20    | 40     |